# Cimetière de Zincirlikuyu
Pour l’article homonyme, voir Zincirlikuyu.
Le cimetière de Zincirlikuyu (turc : Zincirlikuyu Mezarlığı, prononcé [zind͡ʒiɾliku'ju mezɑɾɫɯ:'ɯ])  est un cimetière d'Istanbul, situé dans le district de Şişli.
De nombreuses personnalités turques y sont enterrées.

## Personnalités enterrées
- Sait Faik Abasıyanık (1906–1954), auteur
- Rıza Tevfik Bölükbaşı (1869–1949), philosophe, poète et homme politique
- Erol Büyükburç (1936-2015), chanteur, compositeur et acteur
- Muhsin Ertuğrul (1892–1979), acteur et réalisateur
- Müslüm Gürses (1953-2013), chanteur et acteur
- Rıfat Ilgaz (1911–1993), poète et écrivain
- Erdal İnönü (1926–2007), scientifique
- Abdi İpekçi (1929–1979), journaliste et intellectuel
- İsmail Cem İpekçi (1940–2007), homme politique, journaliste
- Defne Joy Foster (1975-2011), actrice et présentatrice turque
- Ömer Kavur (1944–2005), réalisateur et producteur de film
- Orhan Kemal (1914–1970), écrivain
- Yaşar Kemal (1923–2015), écrivain
- Vehbi Koç (1901–1996), entrepreneur
- Mehmet Leblebi (1908-1972), footballeur
- Meral Okay (1959-2012), actrice
- Ali Fethi Okyar (1880–1943), diplomate, et homme politique
- Zeki Ökten (1941–2009), réalisateur
- Coşkun Özarı (1931–2011), footballeur
- Şükrü Saracoğlu (1887–1953), homme politique et président de club de football
- Türkan Saylan (1935–2009), médecin
- Ruhi Su (1912–1985), chanteur.
- Kemal Sunal (1944–2000), acteur.
- Kerim Tekin (1975-1998), chanteur et acteur
- Ulvi Yenal (1908-1993), footballeur.
- Falih Rıfkı Atay (1894-1971), journaliste turc.
- Meriç Soylu (1973-2012), réalisateur.
- Yankı Özkan Yıldırır (1972-2014), homme d'affaires.
- Özlem İmece (1969-2011), financier.
- Behice Boran (1910-1987), femme politique.
- Chefika Gasprinskyi (1886-1975), femme politique tatare.
- Latif Demirci (1961-2022), caricaturiste
- Celâl Sılay (1914-1974), poète
- Timur Selçuk (1946-2020), Musicien, orchestrateur

## Galerie de photographies

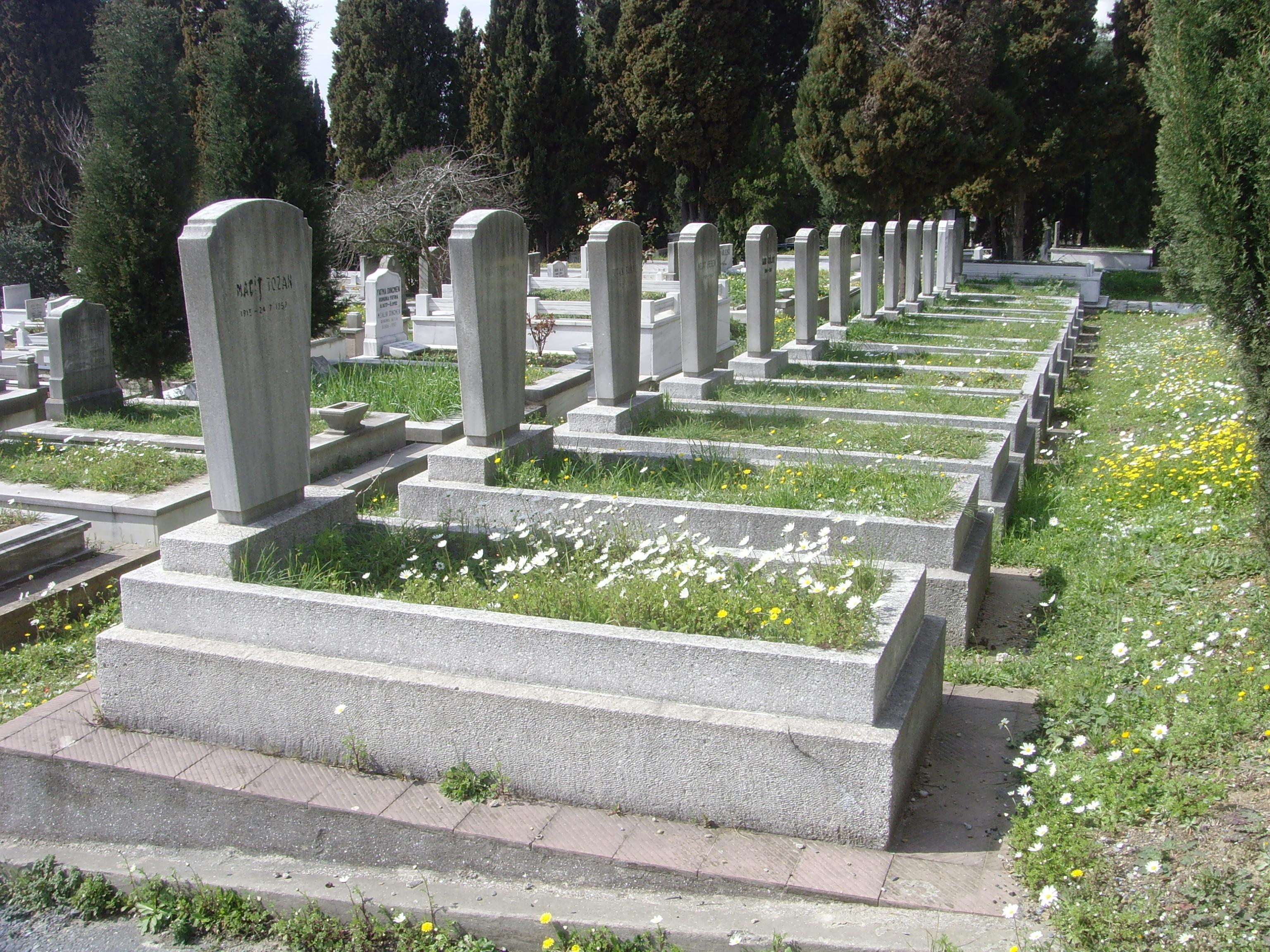
Tombes du cimetière.
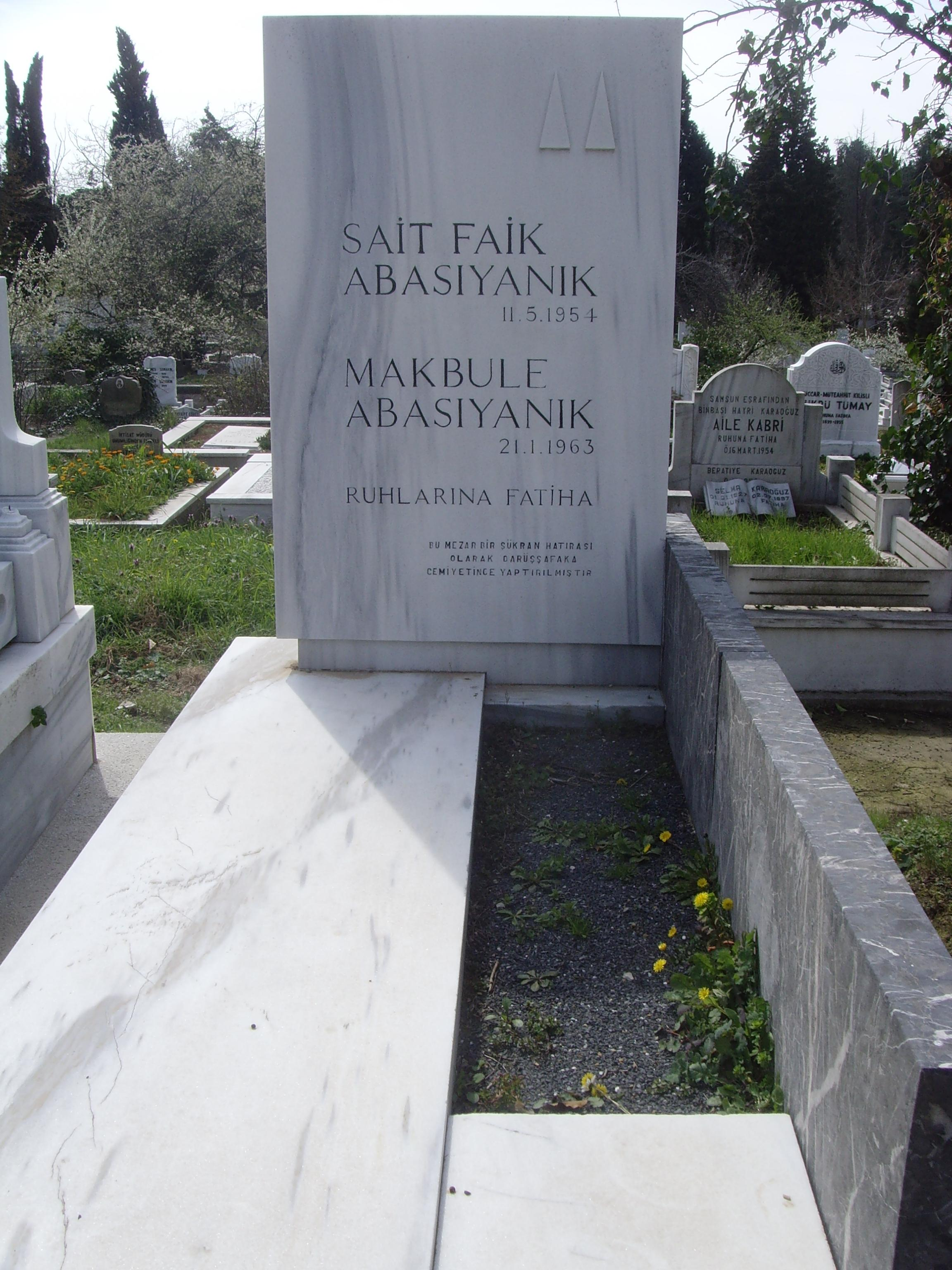
Tombe de Sait Faik Abasıyanık.
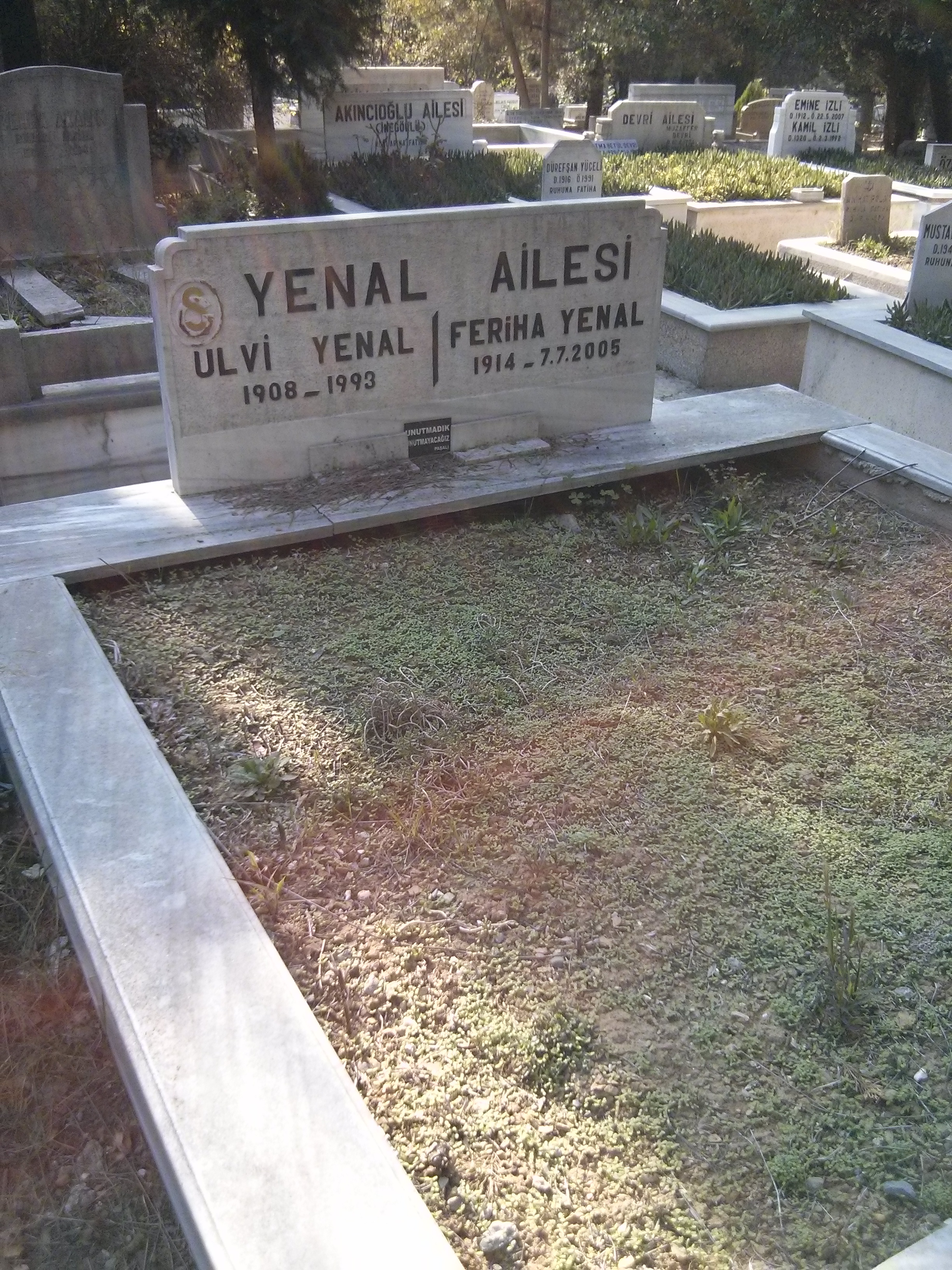
Tombe d'Ulvi Yenal.